# Gustav von der Heyde (Kaufmann)
Gustav Ludwig Theodor von der Heyde (* 1834 in Bremen; † 29. Juni 1891 in Sydney, Australien) war ein deutsch-neuseeländischer Geschäftsmann und Politiker.

## Leben und Wirken
Gustav Ludwig Theodor von der Heyde wurde 1834 in Bremen als ältester Sohn einer Patrizierfamilie geboren. Sein Vater war ein bekannter Geschäftsmann und Sohn eines evangelischen Pastors. Seine Mutter, eine geborene Tidemann, kam aus einer Familie, aus der in dieser Zeit in Bremen zwei Senatoren und Bürgermeister hervorgingen.

## Australien / Neuseeland
1854 verließ von der Heyde Bremen und wanderte nach Australien aus, wo er ab 1857 in Adelaide siedelte und von 1858 bis 1866 ein Konsulat für die Bremer Bürgerschaft übernahm.
1861 ging von der Heyde nach Neuseeland, um nach dem Tod von John Macfarlane Direktor des Sägewerks Henderson & Macfarlane in Henderson zu werden. Basis dafür war die Partnerschaft zwischen ihm, Thomas Macfarlane und George Henderson. Im Oktober 1866 ging die Firma in die Verantwortung von Gustav von der Heyde und Thomas Henderson über. Die Firma betrieb u. a. die Circular Saw Shipping Line, die Fracht und Passagen zu allen Häfen Neuseelands in dieser Zeit betrieben.
1864 heiratete von der Heyde Mary Henderson, Tochter von Thomas Henderson. Sie lebten anfänglich in Adelaide, zogen aber 1866 nach der Geburt des ersten Kindes, ihrer Tochter Kate Adeline, nach Auckland.

## Politische Karriere
1870 ließ sich von der Heyde zum Vorsitzenden der Chamber of Commerce von Auckland wählen, eine Position, die er bis 1874 hielt und durch John Logan Campbell abgelöst wurde. 1871 wurde er in den Vorstand des Waitakerei East Highways District gewählt. Im selben Jahr wurde er Mitglied des Auckland Harbour Board, dem er bis 1874 angehörte.
Von Juli 1874 bis 1875 gehörte von der Heyde dem neuseeländischen Parlament an, nachdem er für seinen Schwiegervater Thomas Henderson, der einen Monat zuvor seinen Rückzug bekannt gegeben hatte, in die Wahl um das Mandat für den Wahlkreis Waitemata ging. Er gewann gegen seinen Widersacher John Sangster Macfarlane, der anschließend die Wahl über eine Petition an das Parlament anfechten ließ. Auf sein Argument, dass von der Heyde kein britischer Staatsbürger sei und nicht hätte gewählt werden dürfen, entgegnete von der Heyde mit der Feststellung, dass sein Vater 1805 in Hanover geboren sei, Hanover zu dieser Zeit im Besitz der britischen Krone gewesen und er selbst in Australien Jahre zuvor ohne Problem eingebürgert worden sei. Die Wahl wurde im August 1874 trotzdem annulliert und vom Generalstaatsanwalt, der vom Gouverneur James Fergusson eingeschaltet wurde, bekam er attestiert, ein Fremder in Neuseeland zu sein, aber die Befähigung zum britischen Staatsbürger zu haben. Mit diesem Hilfskonstrukt wurde er in Neuseeland schließlich eingebürgert und wieder zur Wahl zugelassen, die am 8. September 1874 stattfand. Von der Heyde gewann erneut. Im Jahr 1875 folgte die Wahl in den Auckland City Council.
Von 1877 bis 1883 war von der Heyde Konsul für das damalige Deutsche Reich. Nachdem das Außenministerium eine Petition von 65 prominenten deutschen Siedlern in Auckland, von der Heyde zum Konsul zu ernennen, im Juli 1867 stattgegeben hatte, wurde er am 3. März 1877 vereidigt. Doch die immer stärker werdende Präsenz deutscher Kriegsschiffe im südlichen Pazifik, getragen von dem wachsenden Interesse an der Region durch das Deutsche Reich unter Otto von Bismarck, führte von der Heyde in einen Konflikt, brachte das deutsche Streben doch eine Interessenkollision mit seinem Unternehmen und mit ihm als Einwanderer in Neuseeland mit sich. Um diesem Interessenkonflikt zu entgehen, quittierte er 1882 mit Wirkung zum 2. Januar 1883 seinen Dienst für das Deutsche Reich.

## Zurück nach Australien
Ende der 1880er übernahm von der Heyde die Agentur für die Deutsch-Australische Dampfschiffs-Gesellschaft in Sydney. Wann er genau mit seiner Familie zurück nach Australien ging, ist nicht bekannt, doch The Poverty Bay Herald von Gisborne kündigte am 1. April 1889 seinen Fortzug von Neuseeland an. Mit einer Investition von 400.000 britischen Pfund wurde die Schiffsverbindung als vielversprechend gelobt. Den Erfolg und Aufstieg der Schifffahrtslinie selbst zu erleben, blieb ihm aber verwehrt. Er starb am 29. Juni 1891 in Sydney an Magenkrebs. Sein Schwager Harry Henderson übernahm nach seinem Tod die Agentur.